# Whitey Kirst
Whitehorn "Whitey" Kirst es un cantante, compositor y guitarrista canadiense, reconocido principalmente por su larga colaboración con Iggy Pop como guitarrista de su banda entre 1990 y 2003, y como compositor entre 1996 y 2003. Desde 2007 hace parte de su proyecto "The Web of Spider", banda donde tocaron, entre otros, reconocidos músicos como Phil "Philthy Animal" Taylor, Max Noce, Chris Wyse, Mike Starr, Stefan Adika y Tommy Clufetos.

## Discografía

### Solista
- Eat me (2008)
- Vol. 11 (2009)
- All Rise! (2012)

### Con Iggy pop
- Naughty Little Doggie (1996)
- Avenue B (1999)
- Beat 'Em Up (2001)
- Skull Ring (2003)